# نووی بانووتسی
نووی بانووتسی (به صربی: Novi Banovci) یک منطقهٔ مسکونی در صربستان است که در Stara Pazova Municipality واقع شده‌است. نووی بانووتسی ۸٫۷۰ کیلومتر مربع مساحت و ۹٬۴۴۳ نفر جمعیت دارد.